# Navia immersa
Navia immersa är en gräsväxtart som beskrevs av Lyman Bradford Smith. Navia immersa ingår i släktet Navia och familjen Bromeliaceae. Inga underarter finns listade i Catalogue of Life.